# Spilosoma chekiangi
Spilosoma chekiangi är en fjärilsart som beskrevs av Daniel 1943. Spilosoma chekiangi ingår i släktet Spilosoma och familjen björnspinnare. Inga underarter finns listade i Catalogue of Life.